# 2003年の航空
< 2003年
2002年の航空 - 2003年の航空 - 2004年の航空

## 航空に関する出来事

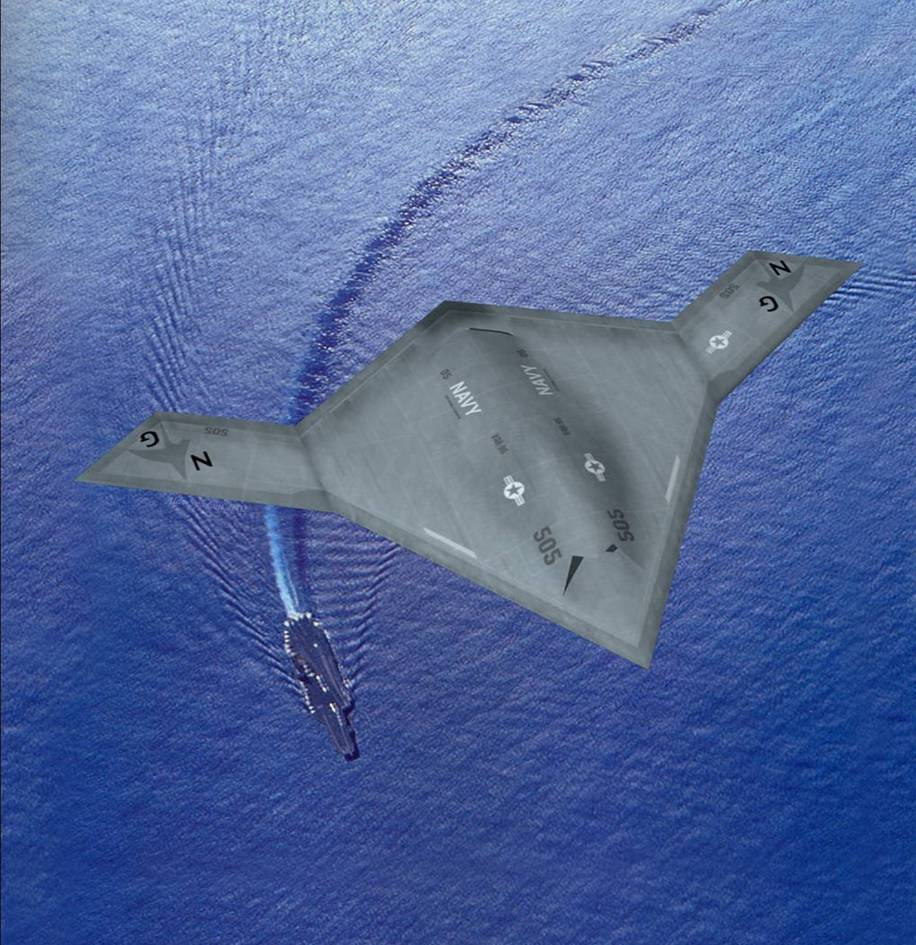
X-47B

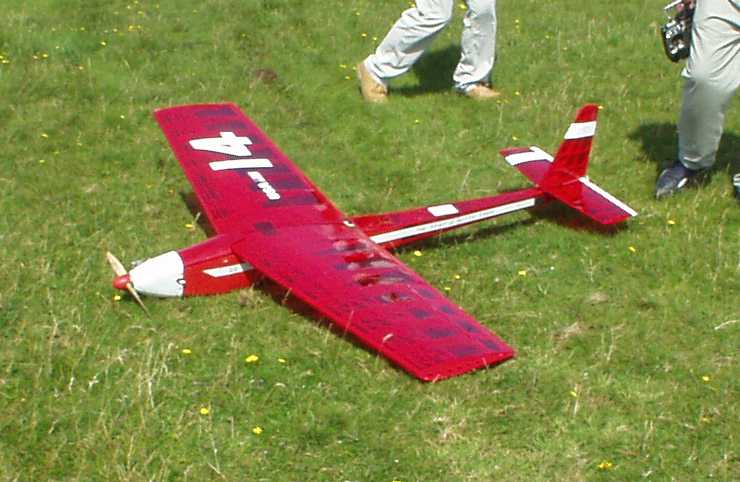
The Spirit of Butts Farm
（通称 TAM5）

- 2月1日 - スペースシャトル・コロンビアが大気圏への再突入時に空中分解。乗員7人全員が死亡（コロンビア号空中分解事故）。
- 2月17日 - フランスの航空会社、Air Libが倒産した。
- 2月23日 - バート・ルータン率いるスケールド・コンポジッツ社で製造された、X-47Aがモハーヴェ砂漠で初飛行した。
- 3月7日 - インドの中間練習機、HJT-36 シターラが初飛行した。
- 4月10日 - コンコルドの定期運行の停止が発表された。エールフランスは5月31日、ブリティッシュ・エアウェイズは10月24日の飛行が最後となった。
- 6月-　Hokan ColtingとTim Bussが飛行船の高度記録、6,234 mを樹立した。
- 7月15日 - フィナ航空 (Fina Air) がプエルトリコで運航を開始。
- 8月15日 - コンピュータ制御の模型飛行機The Spirit of Butts Farmが、初の完全自律飛行で、ニューファンダランド島からアイルランドまでの大西洋横断飛行を行った。
- 9月3日 - 中華人民共和国とパキスタン・イスラム共和国が共同開発した単座式全天候型多用途戦闘機、FC-1が初飛行した。
- 9月22日 - イギリスの冒険家、ディヴィド・ヘンプルマン＝アダムスが開放式バスケットのロジェ気球による最初の大西洋横断飛行を行った。カナダのニューブランズウィック州からイギリスのブラックプールの北部まで飛行した。
- 9月30日 - エールフランスとKLMが持株会社方式で経営統合することを発表した。
- 10月15日 - 中華人民共和国の最初の宇宙飛行士、楊利偉が乗る神舟5号を載せた長征2号F型ロケットの打ち上げが成功した。
- 12月3日 - HondaJet（ホンダジェット）が初飛行した。
- 12月13日 - 中華人民共和国のジェット練習機、JL-9が初飛行した。
- 12月17日 - ライト兄弟のフライヤー Iが初飛行したのと同じ日に、スペースシップワンが有人民間機として初めて音速を突破した。

## 2003年に初飛行した機体の画像

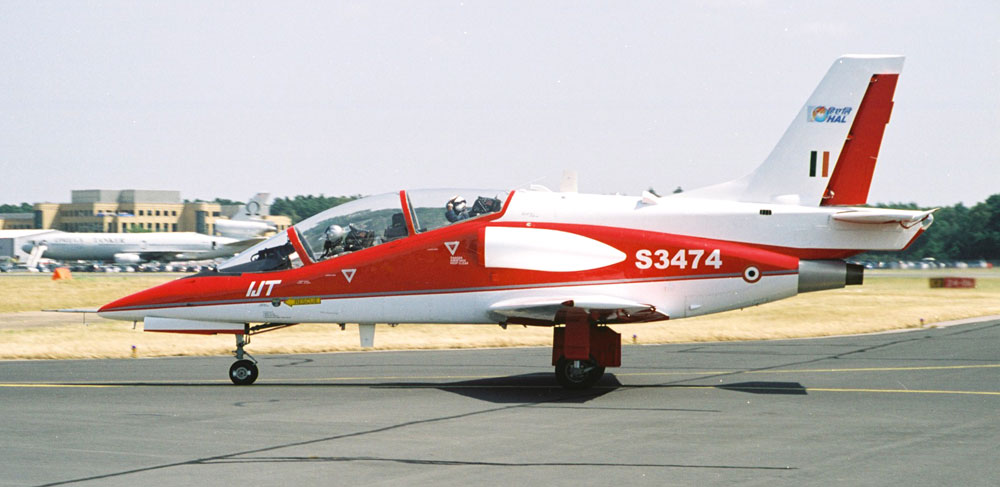
HJT-36 シターラ （3月7日）
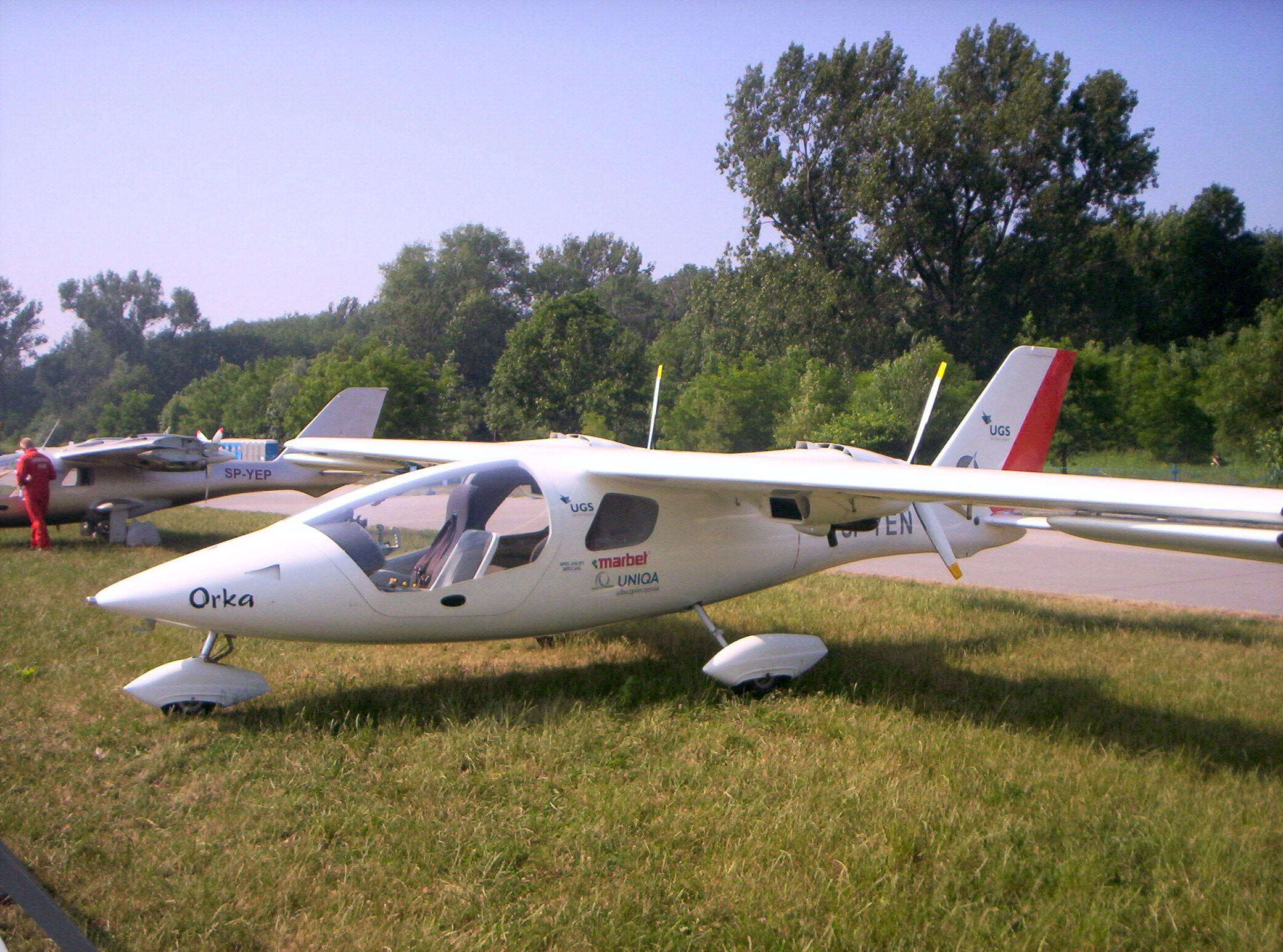
EM-11 Orka （8月8日）
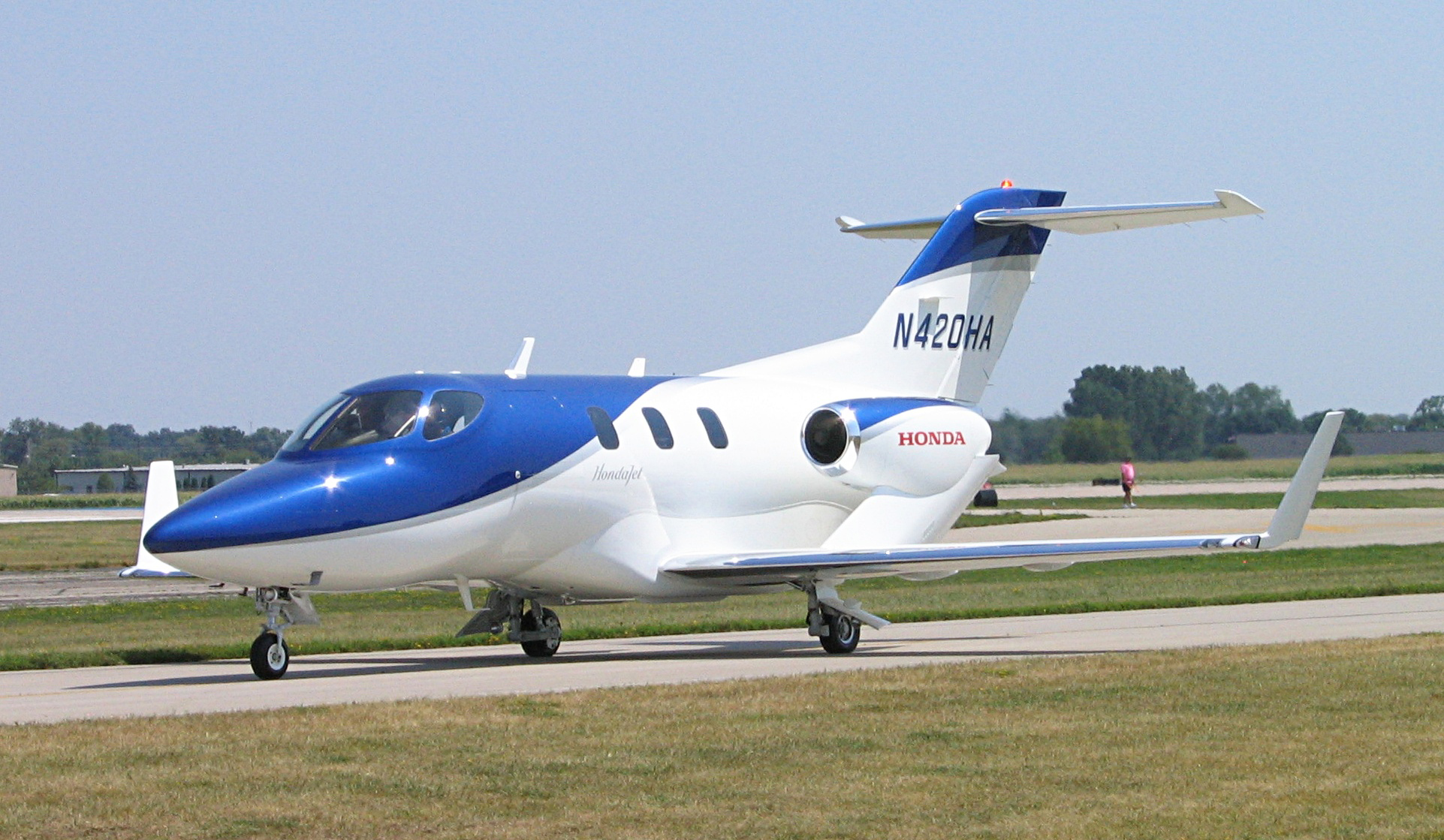
HondaJet （12月3日）

## 航空に関する賞の受賞者
- ハーモン・トロフィー： リチャード・アブルッツォ
- デラボー賞：Hokan Colting (Canada)、Tim Buss (Canada)